# محمد عباس (لاعب إسكواش)
محمد عباس (ولد في الجيزة في 24 ديسمبر 1980) هو لاعب اسكواش مصري محترف يلعب للنادي الأهلي. وصل إلى أعلى ترتيب عالمي له (الثالث عشر عالميًا) في 1 أبريل 2007، عقب فوزه ببطولة كوالالمبور المفتوحة في مارس من نفس العام. هو عضو في رابطة الاسكواش للمحترفين (PSA) منذ سنة 1998.

## روابط خارجية
- محمد عباس على موقع SquashInfo.com (الإنجليزية)